# Aepisaurus
Aepisaurus elephantinus
Genre
Espèce
Aepisaurus (« lézard élevé ») est un genre éteint de dinosaures qui vivait au Crétacé inférieur (Albien), soit environ il y a de 113 et 100,5 Ma (millions d'années).
Seul un humérus de ce sauropode a été retrouvé, en France, à Bédoin au pied du Mont Ventoux (Vaucluse), dans la formation du Grès Vert (Albien). Il est possible qu'il ait possédé des plaques qui formaient une armure.
Il a été nommé Aepisaurus elephantinus par Paul Gervais en 1852. Il est considéré par certains comme un sauropode incertae sedis.

## Généralités
- Son nom signifie « grand reptile »
- Époque :  Crétacé (- 145 Ma à - 66 Ma)
- Taille :  15 à 17 m de long, 6 m de haut, 40 tonnes
- Habitat : Europe
- Régime alimentaire : herbivore

## Historique de la découverte
L'humérus d'Aepisaurus elephantinus fut découvert en 1841 par Prosper Renaux (1793–1852), architecte du département de Vaucluse. Renaux est à ce titre le premier à avoir signalé des restes de dinosaures dans le Crétacé provençal.